# Jean-Martin Mbemba
Jean-Martin Mbemba, né le 13 août 1942, est homme politique et avocat congolais. 
Il est président de l'Union pour le progrès (UP) depuis le début des années 1990. Il a servi dans le gouvernement de transition de 1991 à 1992 comme ministre de la Justice;  plus tard, sous le président Denis Sassou-Nguesso, il a été ministre du Travail et de la Sécurité sociale de 1997 à 1999, ministre de la Justice de 1999 à 2005, et ministre d’État à la fonction publique et à la réforme de l’État de 2005 à 2009. Depuis octobre 2009, il est président de la Commission nationale des Droits de l'Homme de la République démocratique du Congo.

## Biographie
Jean-Martin Mbemba, issu de l'ethnie Téké, est né à Brazzaville et a étudié en France. Il a été président de l’Association des étudiants congolais en France de décembre 1968 à décembre 1970 et président de la Fédération des étudiants africains en France de décembre 1971 à décembre 1972. Il a exercé le droit à Brazzaville de février 1976 à juin 1991. Au procès français de 1987 contre Klaus Barbie, criminel contre l'humanité allemand de la Seconde Guerre mondiale, Mbemba est un avocat de la défense adjoint dans l’équipe dirigée par Jacques Vergès,. Dans le procès, la défense a poursuivi une stratégie de mise en évidence des crimes commis par l’Occident, y compris la France elle-même, dans l’espoir que les crimes de Barbie pendant l’occupation allemande de la France apparaîtraient moins offensifs en comparaison. Mbemba a souligné l’utilisation du travail forcé par la France pendant la construction du chemin de fer Congo-Océan dans son propre pays, ainsi que la répression violente par la France de la révolte de 1947 contre le régime colonial à Madagascar ; en outre, il a dénoncé l’apartheid en Afrique du Sud comme « le crime ultime contre l’humanité ». Après le procès, Mbemba a été secrétaire général de l’Union des avocats d’Afrique centrale de septembre 1987 à juin 1991.

### Carrière politique
Mbemba est président de l’Union pour le progrès (UP), un parti politique, depuis sa fondation en octobre 1990. Il a participé à la conférence nationale souveraine de 1991 et a dirigé le comité de rédaction des règlements internes de la Conférence nationale. À la fin de la Conférence nationale, il a été nommé ministre de la Justice et de la Réforme administrative dans le gouvernement de transition du premier ministre André Milongo, occupant ce poste de juin 1991 à juin 1992. Élu conseiller municipal du cinquième arrondissement (Ouenzé) de Brazzaville en 1992; et peu de temps après, il a été élu à l’Assemblée nationale aux élections législatives de 1992 comme candidat de l’UP dans la circonscription d’Ignié de la Région du Pool. Il s’est également présenté comme candidat de l’UP à l’élection présidentielle d’août 1992, se classant 11e avec 0,45 % des voix.
Après son départ du gouvernement de transition de Milongo, il exerce de nouveau comme avocat de juillet 1992 à octobre 1997, en plus de ses activités politiques. En janvier 1993, à la suite de la dissolution de l’Assemblée nationale par le président Pascal Lissouba, Mbemba devient président de la Commission nationale pour l’organisation des élections législatives anticipées. Il est réélu à l’Assemblée nationale comme candidat de l’UP dans la circonscription d’Ignié à la mi-1993.
Après la guerre civile de juin-octobre 1997, au cours de laquelle Lissouba a été évincé, Mbemba a été nommé ministre du Travail et de la Sécurité sociale par le président Denis Sassou-Nguesso le 2 novembre 1997. En mars 1998, des bandits armés ont blessé Mbemba lors d’une invasion de son domicile, tout en tuant un garde du corps et un chauffeur[source insuffisante].
Il a été muté au poste de ministre de la Justice le 12 janvier 1999. Lors des élections législatives de mai 2002, il a été élu à l’Assemblée nationale comme candidat de l’UP dans la circonscription d’Ignié ; il a remporté le siège au premier tour avec 61,33 % des voix. À la suite de cette élection, il est demeuré ministre de la Justice et s’est vu confier en outre la responsabilité des droits de la personne au sein du gouvernement nommé le 18 août 2002.
Mbemba a été ministre de la Justice jusqu’à ce qu’il soit nommé ministre d’État à la fonction publique et à la réforme de l’État le 7 janvier 2005. Lors des élections législatives de 2007, il a de nouveau été élu à l’Assemblée nationale comme candidat de l’UP dans la circonscription d’Ignié. Il a remporté le siège au deuxième tour après avoir obtenu 39,17 % des voix au premier tour contre 37,84 % pour Carole Mantot, candidate indépendante[source insuffisante]. Il a conservé son poste de ministre d’État à la Fonction publique et à la Réforme de l’État dans le gouvernement nommé après l’élection, le 30 décembre 2007. Mbemba et son parti ont soutenu Sassou Nguesso lorsque ce dernier s’est présenté pour un autre mandat à l’élection présidentielle de juillet 2009. En l’absence de candidats de l’opposition sérieux, Sassou Nguesso a facilement remporté la réélection[source insuffisante]. Après les élections, il a nommé un nouveau gouvernement, dont Mbemba ne faisait pas partie, le 15 septembre 2009. Sassou Nguesso a plutôt nommé Mbemba membre de la Commission nationale des droits de l’homme, organe constitutionnel, quelques jours plus tard[source insuffisante]. Mbemba a ensuite été élu président de la Commission nationale des droits de l’homme lors d’une réunion tenue au Palais du Parlement à Brazzaville le 2 octobre 2009, et il a pris ses fonctions le 7 octobre.
En 2013, Mbemba a fait l’objet d’une enquête de la Direction de la surveillance territoriale concernant des allégations de « possession d’armes de guerre et de tentative de déstabilisation des institutions nationales ». En signe de protestation, l’UP a annoncé le 19 juin 2013 qu’il suspendait sa participation au rallye de la coalition de la majorité présidentielle (RMP)[source insuffisante].